# 瓦赫尼夫卡
49°19′12″N 28°50′36″E / 49.32000°N 28.84333°E

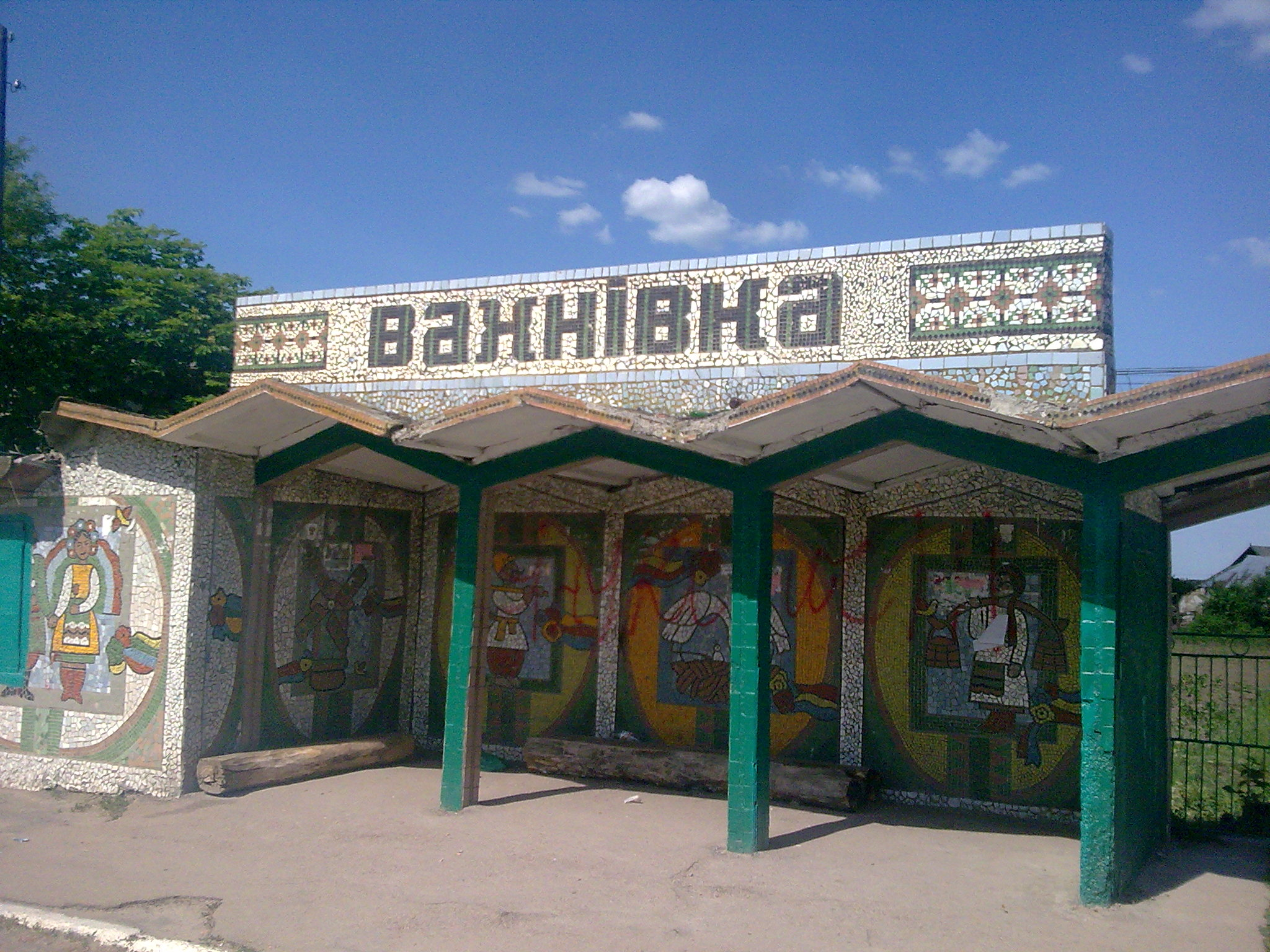

瓦赫尼夫卡（烏克蘭語：Вахнівка），是烏克蘭的村落，位於該國西南部文尼察州，由文尼察區負責管轄，處於維利尚卡河畔，始建於1578年，面積5.56平方公里，海拔高度264米，人口1,836。